# Olle Svedberg

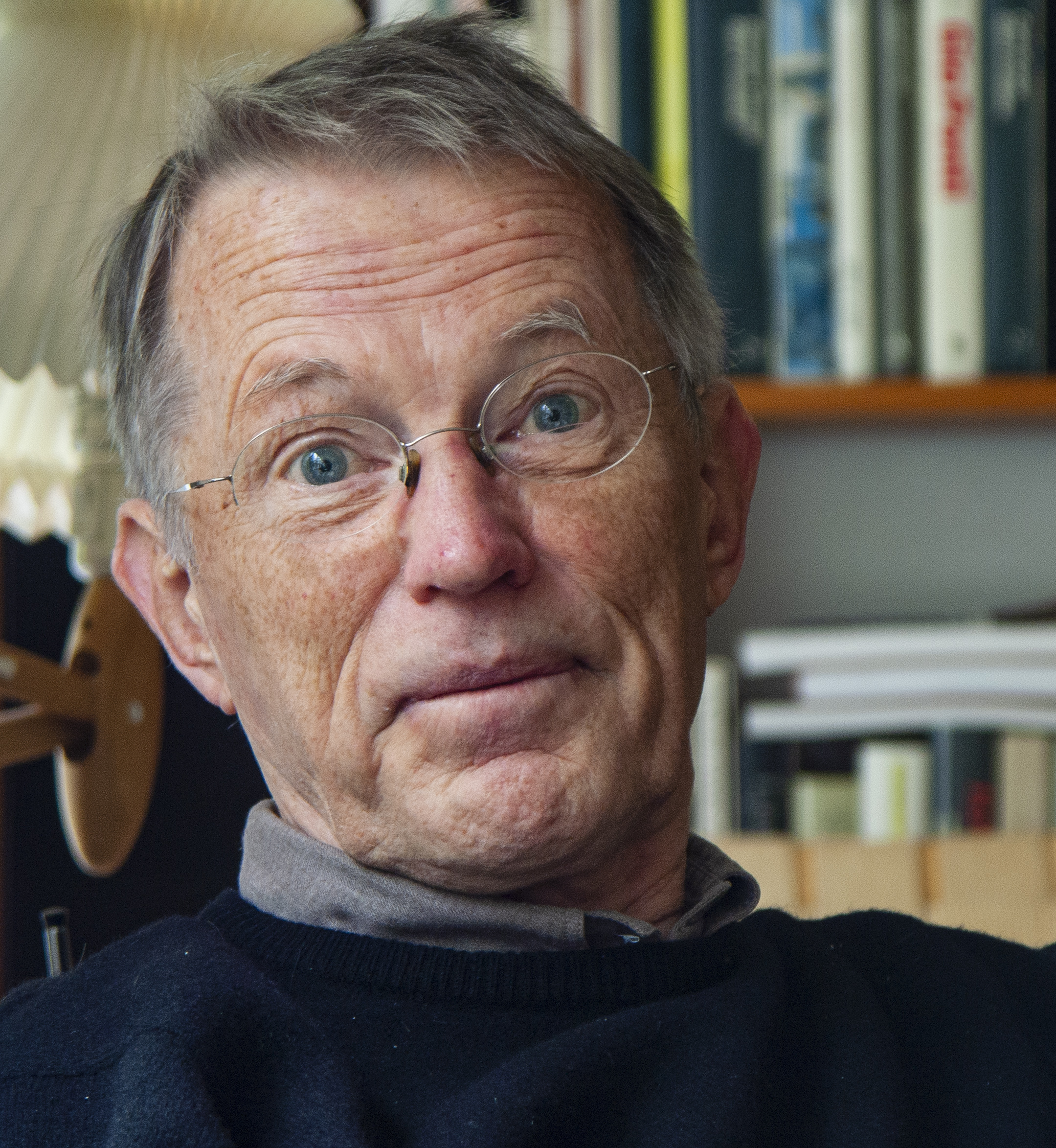
Olle Svedberg, arkitekturhistoriker, professor vid Lunds universitet

Sten Olov (Olle) Svedberg, född 12 september 1938 i Engelbrekts församling i Stockholm, död 25 november 2019 i Lunds Allhelgona distrikt, var en svensk arkitekturhistoriker, målare, tecknare och grafiker.
Han var son till länsveterinären Sten Svedberg och Elsa Malmqvist och från 1961 gift med läraren Zaid Helander. Svedberg, som var filosofie licentiat i konsthistoria, blev universitetslektor 1971 och senare professor på arkitekturskolan vid Lunds tekniska högskola. Han skrev bland annat en rad böcker inom arkitekturhistoria som flitigt har använts som kurslitteratur vid de olika arkitekturutbildningarna i Sverige. Som konstnär var Svedberg autodidakt och tillsammans med grupp 58 ställde han ut i Kristianstad 1959, Galerie Moderne i Malmö 1960 och i Karlskrona 1961. Han medverkade i samlingsutställningar med Helsingborgs konstförening på Vikingsberg. Hans konst som har ett abstrakt expressionistiskt formspråk består av monotypi, collage och teckningar i tusch eller blyerts.